# Ron McGovney
Ronald J. McGovney sau simplu Ron McGovney (n. 2 noiembrie 1962, Los Angeles, California, SUA) este un muzician semipensionat, cunoscut ca primul basist al formației de heavy metal Metallica. A părăsit trupa în decembrie, 1982, din cauza unor neînțelegeri cu Dave Mustaine. În urma plecării acestuia, a intrat în trupă Cliff Burton.